# Milan Emmanuel
Milan Emmanuel est un danseur et metteur en scène belge. Il dirige la Cie No Way Back et organise le Detours Festival,,,, consacré aux arts urbains de création.

## Biographie
Né en 1984 à Woluwé-Saint-Lambert, Milan Emmanuel grandit à Schaarbeek. Il est issu du milieu hip-hop bruxellois,. Il est le fils du réalisateur belge Manu Bonmariage.
Il fonde la compagnie No Way Back en 2009 avec laquelle il monte des spectacles d'arts urbains et contemporains : No Way Back, Les Polissons, Super Showman, FrontX,, Danse des Anges Rebelles, Abstrkt, La Cage,,,,.
Depuis 2009, Milan organise le Detours Festival,,, consacré aux arts urbains de création,,.
Sa création FrontX remporte le prix Summer Hall Lustrum Awards lors du Edinburgh Festival Fringe 2019.
Il encadre différents projets qui visent à la professionnalisation de danseurs hip-hop tant en Belgique qu’à l’étranger (Congo RDC, Maroc), notamment avec la Délégation Wallonie-Bruxellesau Maroc pour le projet EUNIC "Danse Fusion".

## Projets artistiques

### Chorégraphie – Mise en scène - Directeur de festival
- 2012 : No Way Back[24]
- 2014 : Super Showman à travers le monde (New York – Bombay – Paris – Avignon – Bruxelles – Namur- Aurillac)
- 2014 : Super Showman Origin [25],[26]
- 2018 : FrontX[27],[28]
- 2019 : Les anges rebelles[29]
- 2020 : Création ABSTRKT[30],[29]
- 2020 : Roméo et Juliette de Sergueï Prokofiev, mis en scène par Fabrice Murgia[31] à l'Orchestre philharmonique royal de Liège
- 2022 : La Cage[32],[33] + Prix de la Ministre de la Jeunesse
- 2022 : Wha7ch Morocco
- 2022 : Urban Dance Caravan avec le Théâtre National Wallonie-Bruxelles, dans le cadre du Detours Festival

### Danseur
- 2003 : La Princesse de Babylone d'après Voltaire, mis en scène par José Besprosvany au Halles de Schaerbeek[34]
- 2004 : Jésus-Christ Superstar d'Andrew Lloyd Webber, mise en scène Jean Mark Favorin à l'Abbaye de Villers-la-Ville[35]
- 2007 : Cérémonie d’ouverture de la coupe du monde de rugby au stade de France à Paris, chorégraphiée par Kader Belarbi[36].
- 2007 : The Rake’s Progress mis en scène par Robert Lepage à La Monnaie et à l’Opéra de Lyon[37].
- 2012 : Sous les pavés de Maria Clara Villa Lobos[38]
- 2018 : Lohengrin de Richard Wagner, mis en scène par Olivier Py au Théâtre Royal de la Monnaie[39]

### Acteur
- 1990 : Babylone de Manu Bonmariage : un élève
- 2001 : The Jump de Kaya Jay
- 2008 : Sans rancune ! d'Yves Hanchar : Duriau[40]